# 錯乱のドライブ
『錯乱のドライヴ/カーズ登場』（The Cars）は、アメリカ合衆国のロックバンド、カーズのデビュー・アルバム。グラミー新人賞ノミネート作品。
『ローリング・ストーン誌が選ぶオールタイム・ベストアルバム500』に於いて、284位にランクイン。

## 収録曲
特記したものを除き、全てリック・オケイセックの作詞・作曲。
Side 1
1. グッド・タイムズ・ロール - "Good Times Roll" - 3:44
2. ベスト・フレンズ・ガール - "My Best Friend's Girl" - 3:44
3. 燃える欲望 - "Just What I Needed" - 3:44
4. 狂気のふれあい - "I'm In Touch With Your World" - 3:31
5. ドント・チャ・ストップ - "Don't Cha Stop" - 3:01

Side 2
1. 今夜は逃がさない - "You're All I've Got Tonight" - 4:13
2. バイ・バイ・ラブ - "Bye Bye Love" - 4:14
3. ムービング・イン・ステレオ - "Moving In Stereo" - 4:41（グレッグ・ホークス、オケイセック）
4. オール・ミックスト・アップ - "All Mixed Up" - 4:14

## パーソネル
- リック・オケイセック (Ric Ocasek) – ボーカル (リードボーカル - 1、2、4、5、6)、リズムギター
- ベンジャミン・オール (Benjamin Orr) – ボーカル (リードボーカル - 3、7、8、9)、ベース
- デヴィッド・ロビンソン (David Robinson) – ドラム、パーカッション、シンドラム、バック・ボーカル
- エリオット・イーストン (Elliot Easton) – リードギター、バック・ボーカル
- グレッグ・ホークス (Greg Hawkes) – キーボード、パーカッション、サクソフォーン、バック・ボーカル